# Hossein Tehrani
Hossein Tehrāni (Teherán, 1912-26 de febrero de 1974) (en persa: حسین تهرانی‎ fue un músico y tonbak iraní. Se le considera un innovador, que expande el tonbak moderno a un instrumento que se puede tocar solo, además de su papel anterior como instrumento de acompañamiento. Tehrani amplió las posibilidades del instrumento con «métodos de golpeo» adicionales y tocó su instrumento con diferentes «sonoridades».